# Stéphane Joly
Stéphane Joly (* 23. Juli 1983) ist ein ehemaliger Schweizer Langstreckenläufer, der sich vor allem im Crosslauf einen Namen gemacht hat.

## Werdegang
Joly war bereits mehrfach an Crosslauf-Europameisterschaften und Crosslauf-Weltmeisterschaften der beste Schweizer Läufer. An den Crosslauf-Europameisterschaften 2009 in Dublin belegte er den zehnten Platz. In den Jahren 2007, 2008 und 2010 wurde Joly Schweizer Meister im Crosslauf. Er startete für Stade Genève.
2011 gewann Joly als erster Schweizer seit 1998 den Murtenlauf. Der Titel wurde ihm aber 2013 wegen Dopingmissbrauchs aberkannt.

### Dopingsperre 2013
Im Juni 2013 wurde Joly wegen Ungereimtheiten im Blutbild von der Disziplinarkammer für Dopingfälle von Swiss Olympic für zwei Jahre gesperrt. Die Strafe trat am 29. April 2013 in Kraft. Jolys Resultate zwischen dem 14. Oktober 2010 und dem 16. März 2012, darunter der Sieg am Murtenlauf 2011, wurden gestrichen. Damit wurde in der Schweiz erstmals eine Sperre aufgrund von Ungereimtheiten im Biologischen Pass (Blutpass) verhängt. Joly streitet ab, Dopingmittel genommen zu haben. 
Gegen die Sperre können die Parteien sowie die betroffenen internationalen Verbände und die World Anti-Doping Agency (WADA) beim Internationalen Sportgerichtshof (CAS) in Lausanne Rekurs einlegen.
2014 erklärte Joly seinen Rücktritt vom Spitzensport.